# Židovský hřbitov v Šafově
Židovský hřbitov v Šafově v okrese Znojmo byl založen před rokem 1670, Jaroslav Klenovský uvádí údaj "koncem 17. století", Jiří Fiedler dokonce 1523. Nachází se na severozápadním konci obce, asi 100 m vlevo od silnice, která vede do Starého Petřína, a asi 300 m severozápadně od zdejšího kostela svatého Bartoloměje. Je situován v mírném svahu klesajícímu k rybníku Podvesný.
Na neoplocené ploše 5013 m2 se dochovalo více než 500 náhrobních kamenů (na stránkách ŽO Praha se uvádí 950 ) neboli macev, z nichž nejstarší pochází z roku 1715. Také zde se prameny rozcházejí, Jiří Fiedler uvádí ve svých Židovských památkách v Čechách a na Moravě rok 1681. Další pamětihodné náhrobní kameny jsou barokního a klasicistního typu a mají mnohdy originální motivy. Mnohé náhrobní kameny jsou poměrně zachovalé, část je povalená. Zdejší márnice se až na drobné stopy nedochovala.
Šafovská židovská komunita přestala existovat v roce 1938.